# Bactrocythara obtusa
Bactrocythara obtusa är en snäckart som beskrevs av Guppy 1896. Bactrocythara obtusa ingår i släktet Bactrocythara och familjen kägelsnäckor. Inga underarter finns listade i Catalogue of Life.